# Transports en Algérie
Les transports en Algérie sont diversifiés en raison de l'étendue de l'échelle géographique de l'Algérie, en relation avec la superficie de son territoire estimé à 2 381 774 km². L'Algérie est dotée d'un réseau routier structurant qui s'étend sur une longueur totale de 141.500  km, équipé de 4 815 ouvrages d'art.
Un réseau important qui reste dans un sens plus significatif, déterminant pour l'économie du pays et donc essentiel également pour permettre les voies de communication entre les villes et les villages en vue de réduire au maximum le désenclavement des régions lointaines. Le secteur des travaux publics lié au développement du réseau routier est en pleine expansion, et donc porteur de croissance économique car dans ce contexte, le Ministère des Travaux Publics (MTP) algérien a confié à l’Organisme National de Contrôle Technique des Travaux Publics (CTTP) l’amélioration des performances de gestion et d’entretien du réseau routier. Même si quelques régions algériennes demeurent encore isolées en raison de l'absence d'infrastructure routière, le réseau routier demeure l'un des plus denses du continent africain. L'Algérie compte également un réseau ferroviaire, aérien et maritime.

## Situation du réseau de transport
| Indicateur                                                           | Valeur                                                                                                  |
| -------------------------------------------------------------------- | --- |
| Routes                                                               | Longueur du réseau routier : 141.500 km de routes Nationales , départementales et Communales            |
| Autoroutes                                                           | 2.541 km Autoroutes (2x3 voies) 6.459 km autoroutes (2x2 voies )                                        |
| Nombre d’aéroports                                                   | 35 dont 13 internationaux (2009)                                                                        |
| Voies ferrées                                                        | 4 200 km en service, 6 300 km en cours de construction (estimation fin 2014) soit un total de 10 500 km |
| Nombre de ports                                                      | 40, 11 mixtes, 2 destinés aux hydrocarbures                                                             |
| Nombre de voitures                                                   | 6,5 millions (2019)                                                                                     |
| Source: Présidence de la République Algérienne et CIA World Factbook | |

## Transport terrestre

### Réseau routier

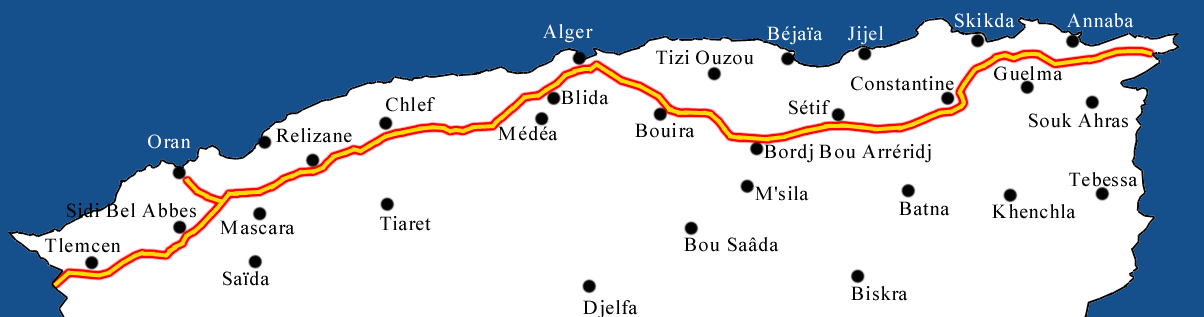
Autoroute Est-Ouest à 3 voies.

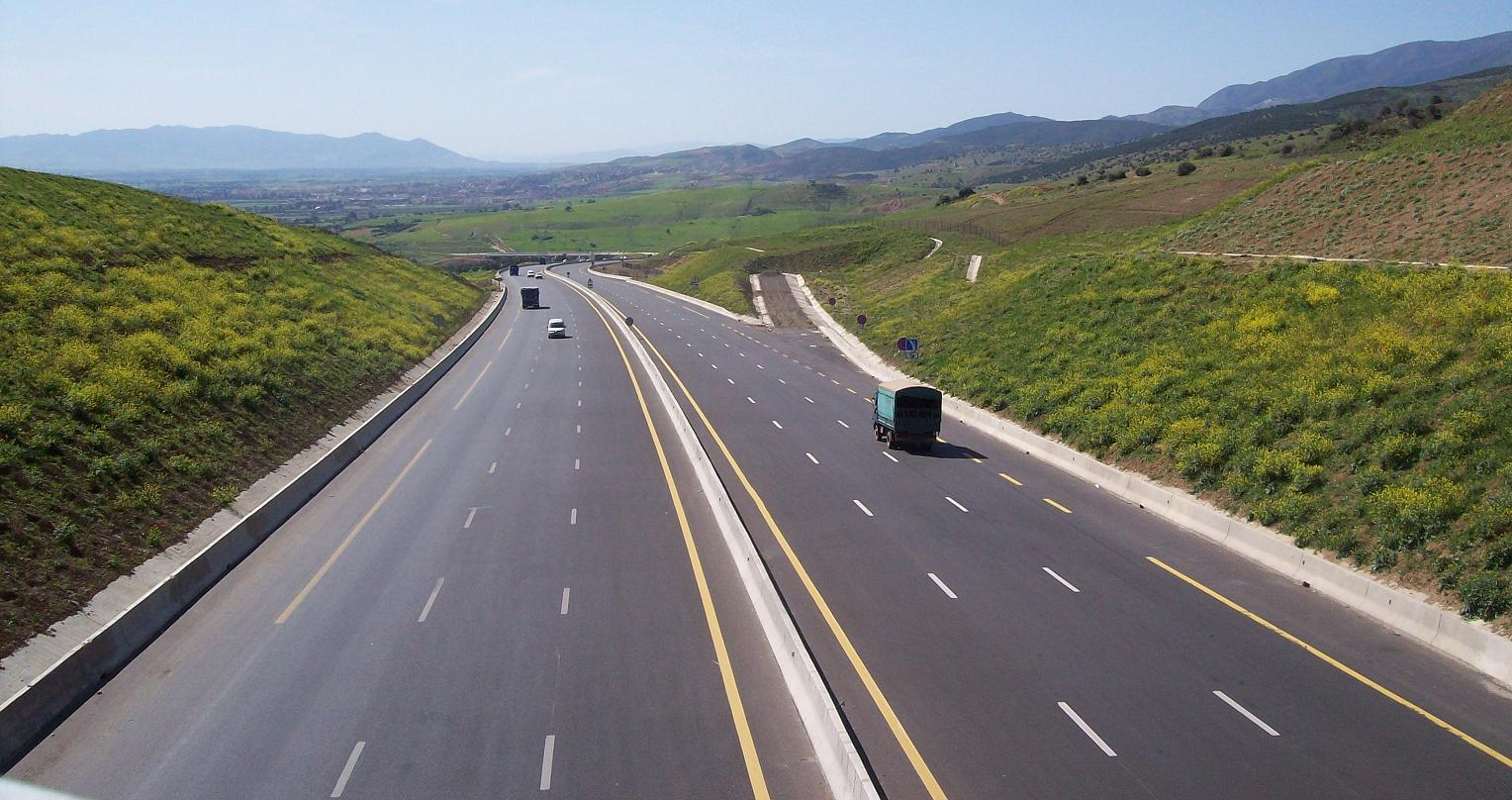
Nouvelle autoroute Est-Ouest reliant l'Algérie sur une distance de 1216 km.

Un des plus importants réseaux du Maghreb et d'Afrique, d'une longueur de 141.500 km, répartit sur 89.650 km de routes nationales / départementales et 42.950 km de routes secondaires, le réseau routier est en plein développement, grâce au programme de modernisation des transports routier et ferroviaire 
Autoroute Est-Ouest à ( 2x3 voies ) :  1.216 km , reliant la  Tunisie et le Maroc .
Pénétrantes à ( 2X3 voies ) : 1.325 km 
Rocades  (2x2 voies ) : 6.459 km 
Projet autoroute des hauts plateaux : Longueur 1 330 km
Projets 2024 - 2026 : Réalisation de 19 000 km de route
Projet :  Route transsaharienne Nord-Sud : Longueur  2.040 km , reliant  les pays :  Mali, Niger, Nigeria, Tchad

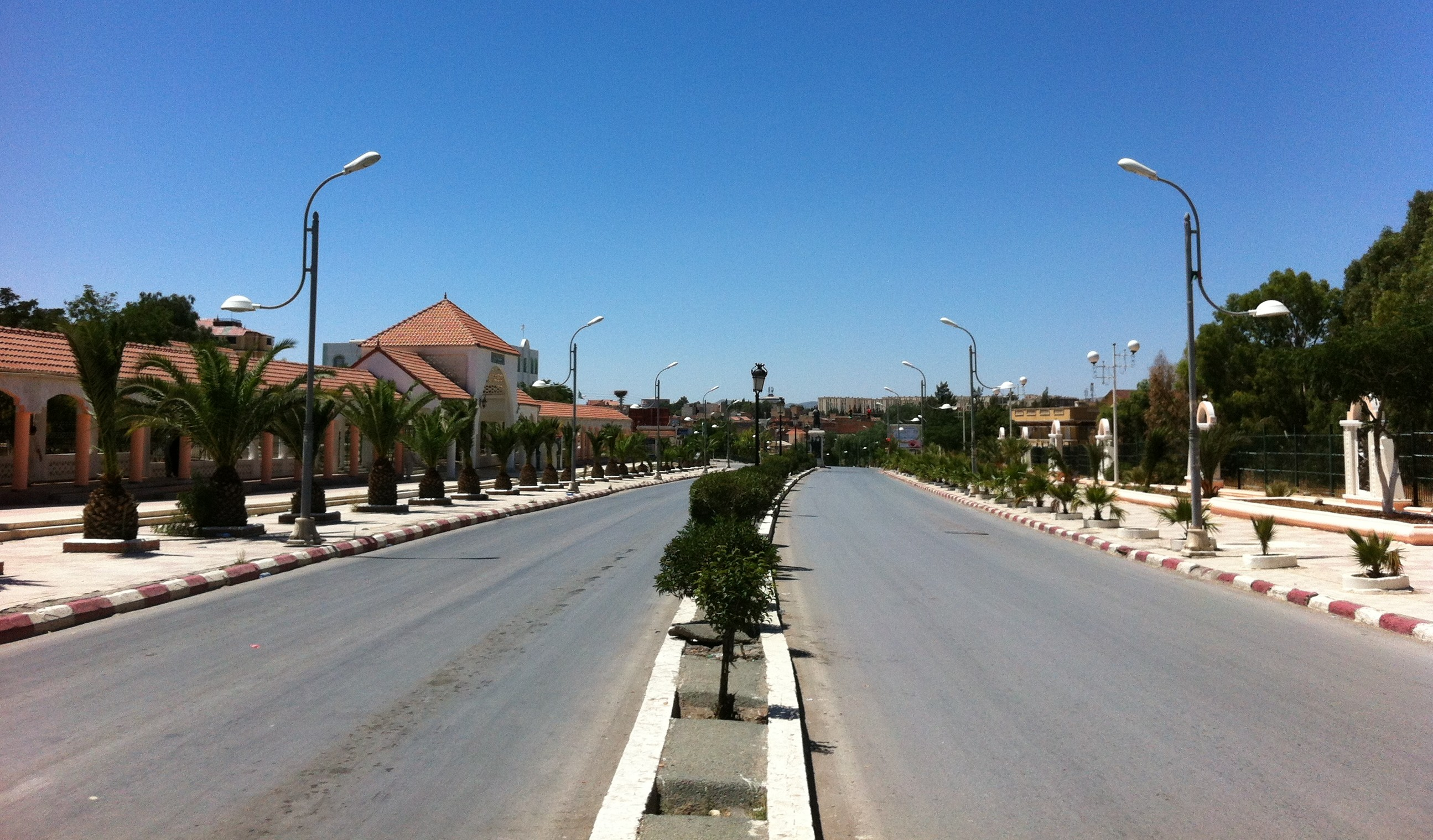
Route nationale No 5 traversant le centre de la ville de Bordj Bou Arreridj.
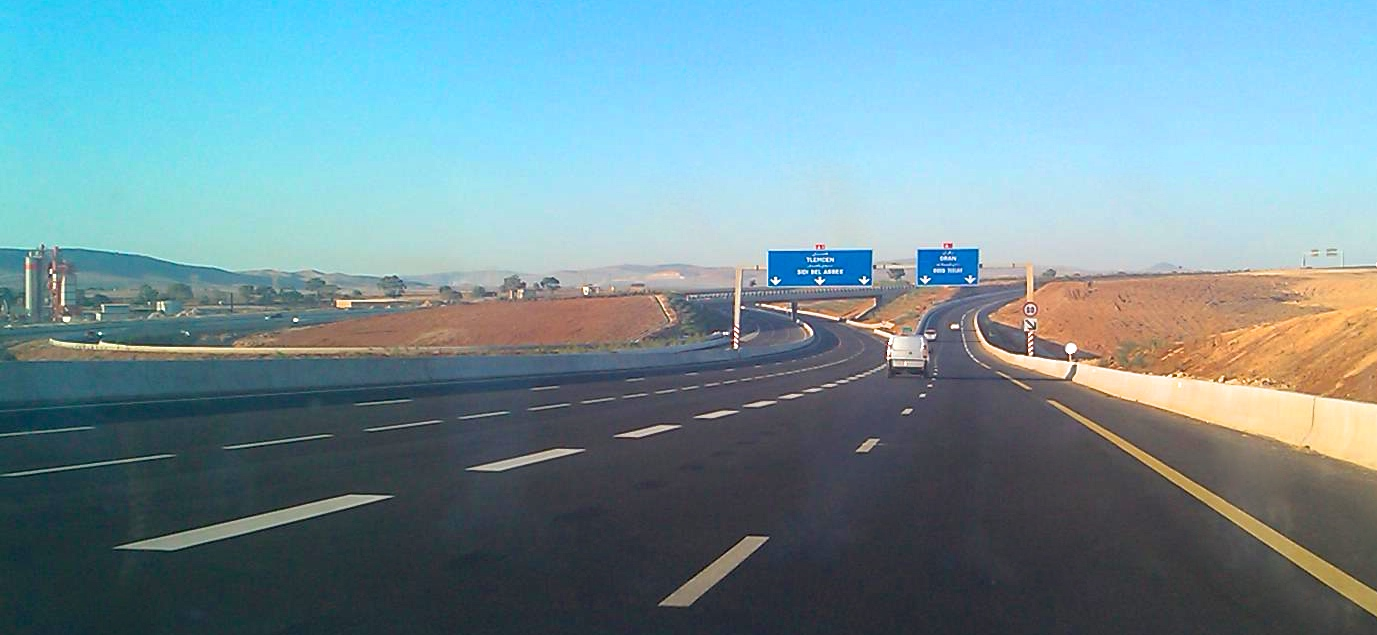
Autoroute algérienne A3 aux environs d'Oran.
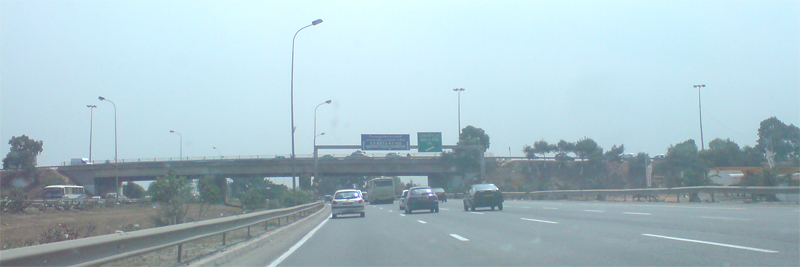
Rocade Nord d'Alger près de la sortie d'El Harrach.
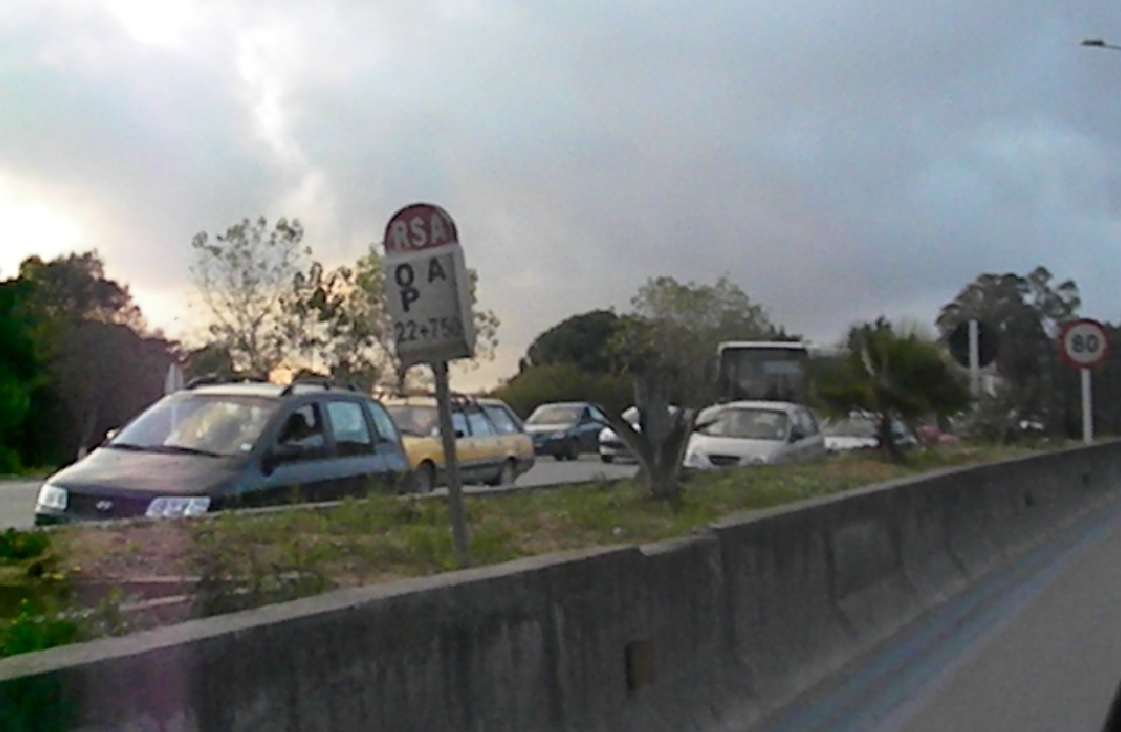
Rocade Sud d'Alger près de Hydra.
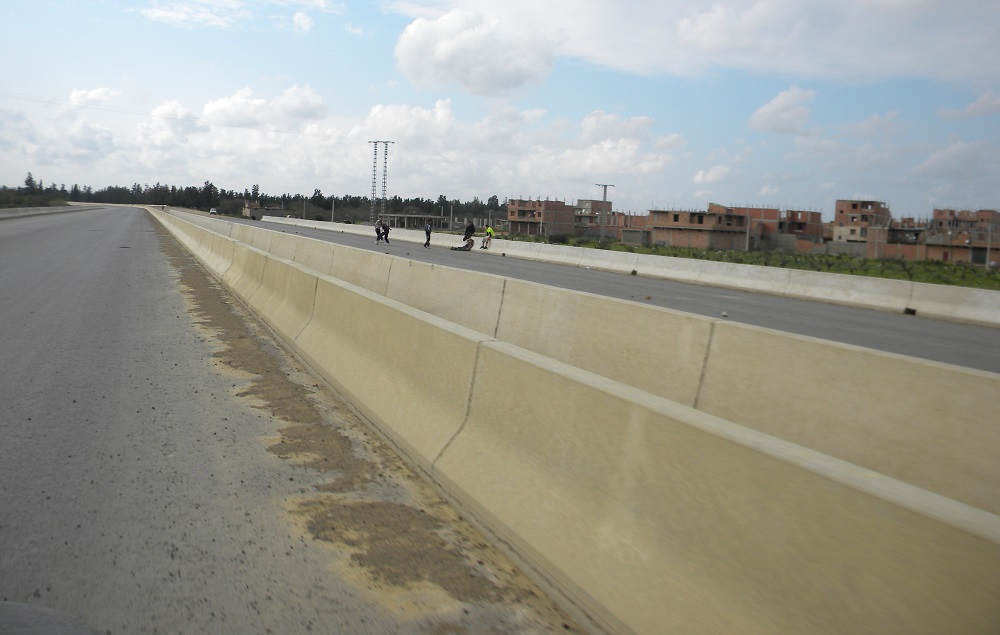
Rocade Sud d'Alger au niveau des Eucalyptus.

### Autobus

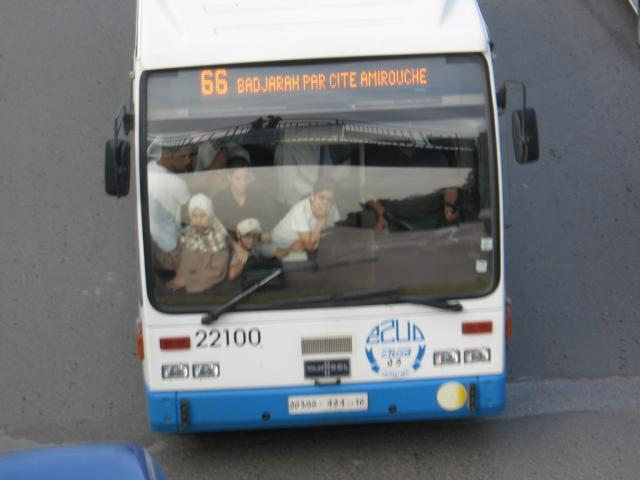
AutoBus de l'ETUSA, de la ligne 66 Place du 1er mai - Bachdjarrah (par Cité Amirouche), Alger.

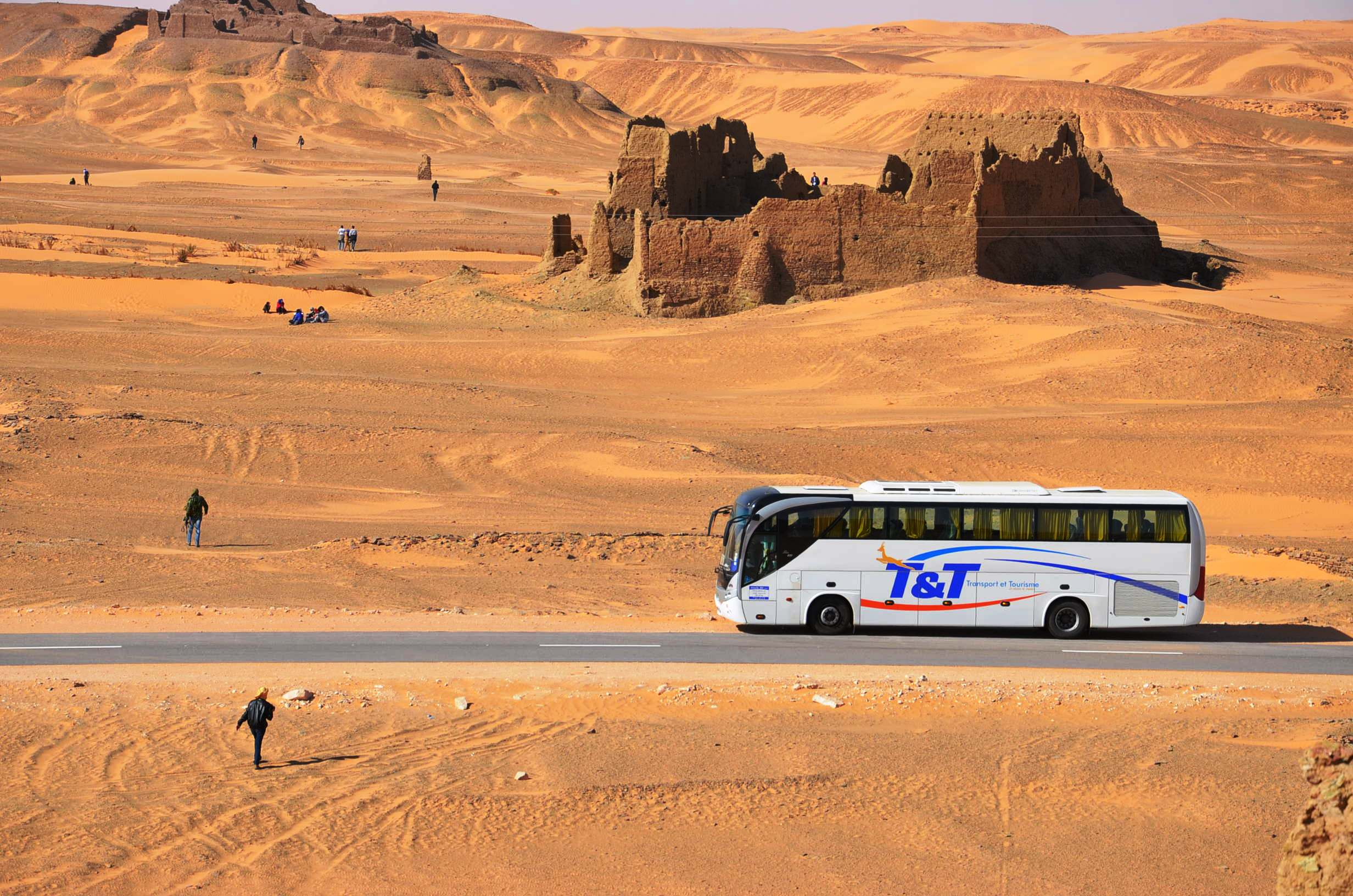
Autocar de tourisme dans le Sud de l'Algérie

Dans la majorité des villes, les autobus privés et de l'État possèdent des lignes qui desservent la plupart des quartiers. Ainsi à Alger la compagnie nationale Entreprise de transport urbain et suburbain d'Alger (ETUSA) éprouve des difficultés face à la demande des citoyens. Des mégabus ont été ajoutés au transport pour améliorer les services. Il existe dans les grandes villes comme Alger  ou Oran de petits minibus blancs qui relient les différents quartiers entre eux.
En août 2025, à la suite de l'accident d’un autobus de passagers tombé dans l’Oued El Harrach à Alger ayant provoqué près d'une vingtaine de morts, le président de la République Abdelmadjid Tebboune ordonne l'interdiction de circulation des bus en fonction depuis plus de 30 ans et ce dans un délai de six mois. Selon Saïd Sayoud (en), ministre des transports, plus de 84 000 autobus doivent être changés.

### Taxis

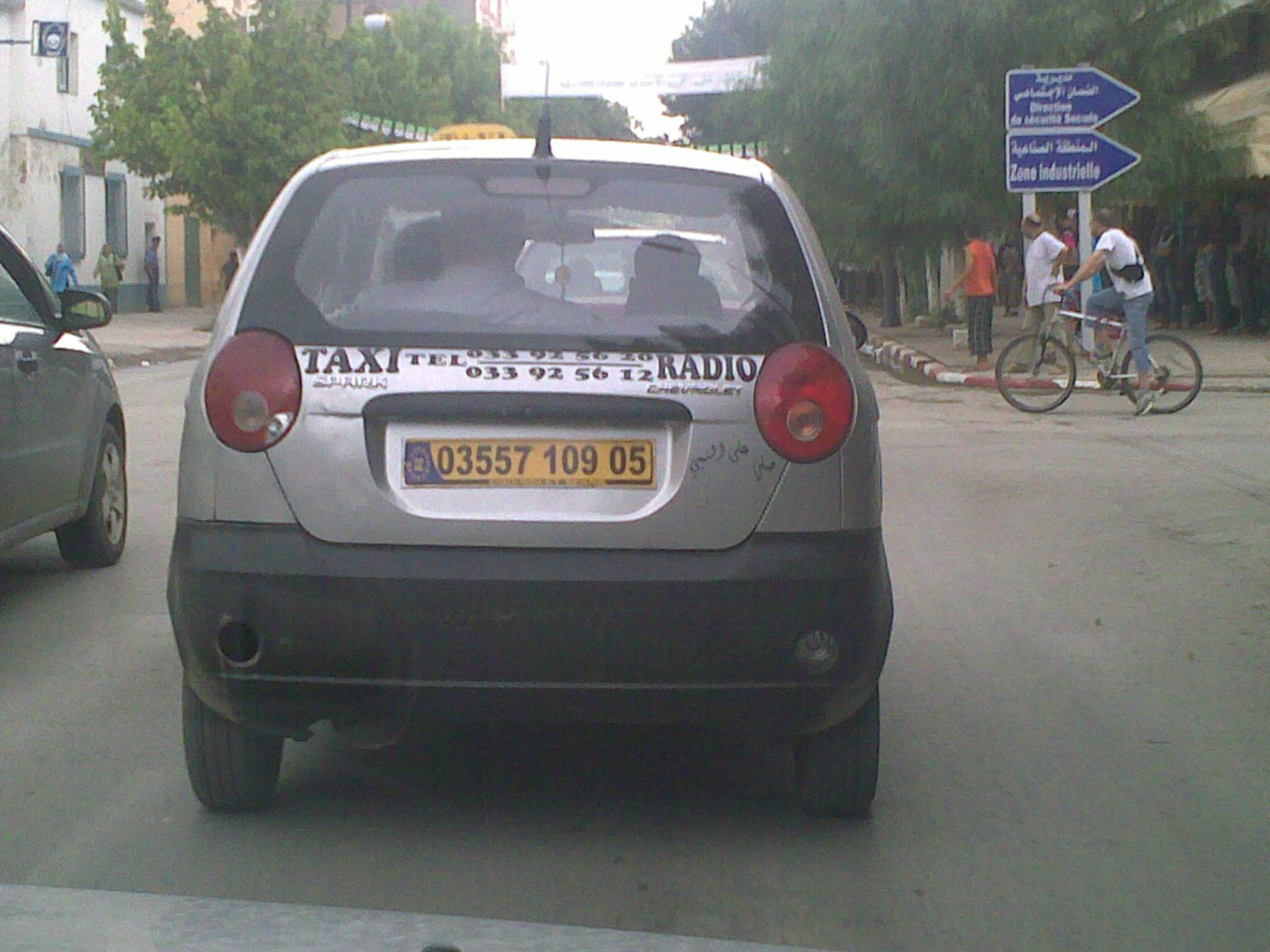
Un taxi radio à Batna.

En Algérie, il existe des taxis individuels et des taxis collectifs, ces derniers effectuant des trajets prédéfinis et les horaires n'étant pas fixes. Pendant les heures de pointe, il est indispensable de partager le taxi avec d’autres personnes. Il existe aussi dans les gares routières des grandes villes des taxis inter-wilayas reliant les grandes villes.

## Transport ferroviaire

### Chemins de fer

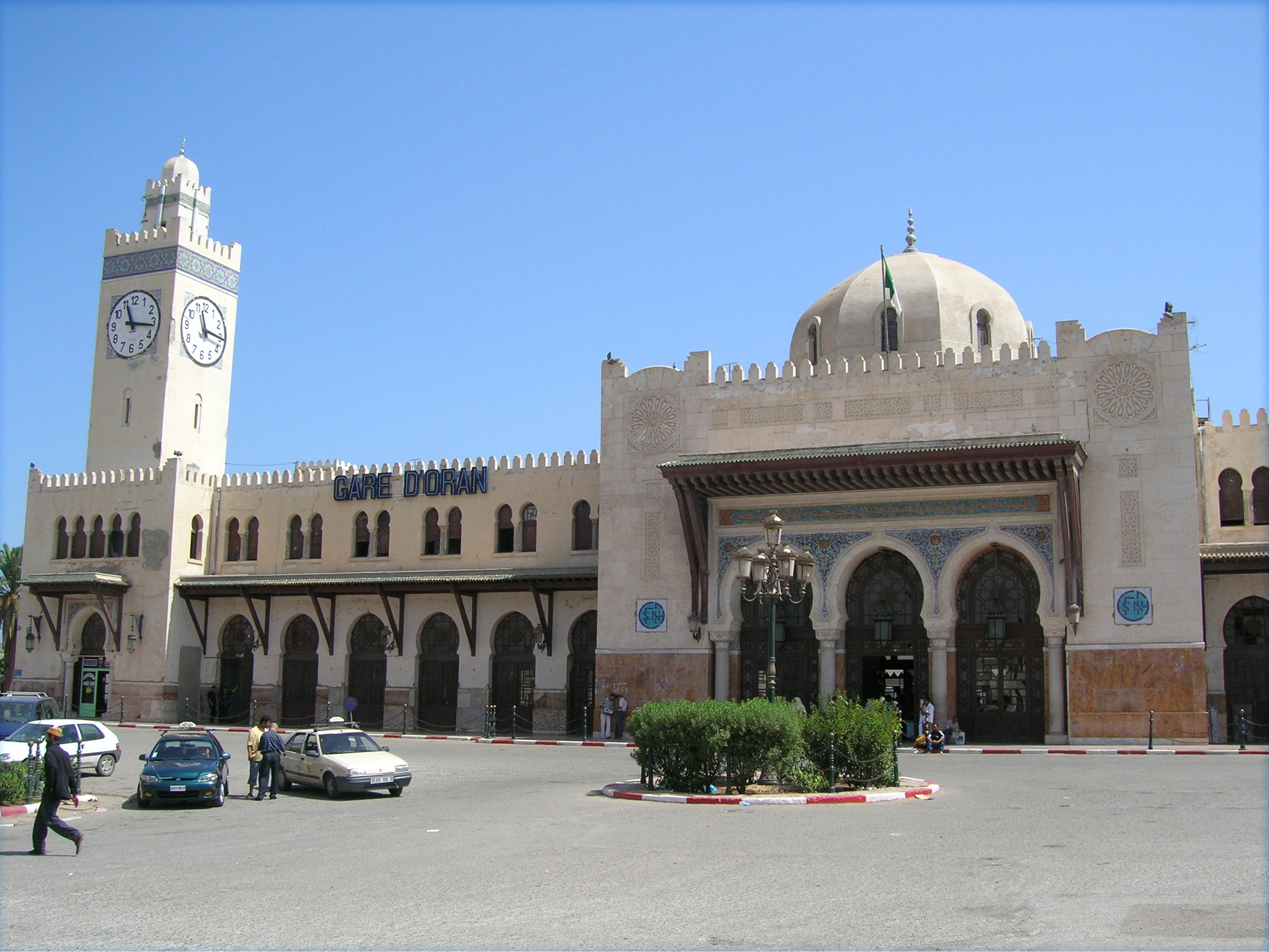
La gare d'Oran.

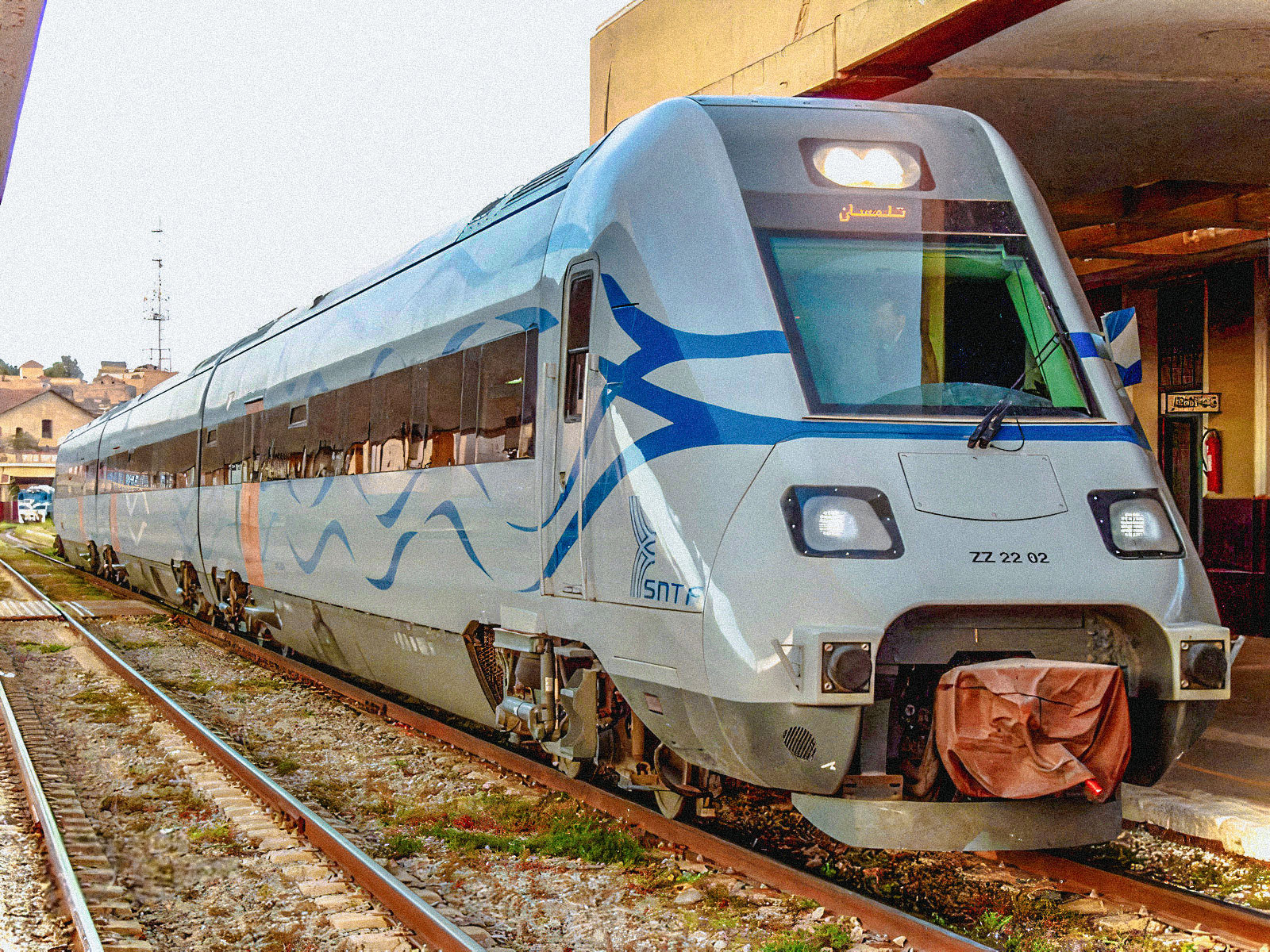
Rame automotrice Diesel ZZ 2202 CAF de la SNTF à Sidi Bel Abbès.

Le réseau ferroviaire est estimé à 4 200 km en 2011, il connaît depuis peu une électrification au niveau de certains tronçons, ce qui doit conduire incessamment à l'installation de trains à grande vitesse qui devraient relier les villes les plus importantes du pays. Le trafic du réseau ferroviaire est géré par la Société nationale des transports ferroviaires (SNTF). Ce réseau s'étend sur 4 209 km et doté de plus de 200 gares couvrant surtout le Nord du pays. Il est constitué de 2 888 km de voies normales dont : 
- 299 km de voies électrifiées
- 305 km à doubles voies.
- 1 085 km de voies étroites.

Il connaît depuis 2004 une électrification au niveau de certains tronçons, ce qui doit conduire incessamment à l'installation de trains à grande vitesse qui devraient relier les villes les plus importantes du pays (Zéralda-Birtouta, Bordj Bou Arréridj-Khemis Miliana, Boumedfaa-Djelfa, Touggourt-Hassi Messaoud, Oued Tlilat- frontières marocaines, Relizane-Tiaret-Tissemsilt, Oued Sly-Yellel, Alger-Annaba, Alger-Sétif-Tizi Ouzou, Alger-Oran, Oran-Tlemcen, etc.).
Parmi les projets ferroviaires en cours figurent notamment l'électrification de 1 000 km de voies ferrées, et la réalisation de 3 000 km de voie ferrées.
Le réseau algérien est le deuxième en kilomètres du continent africain.

### Métro

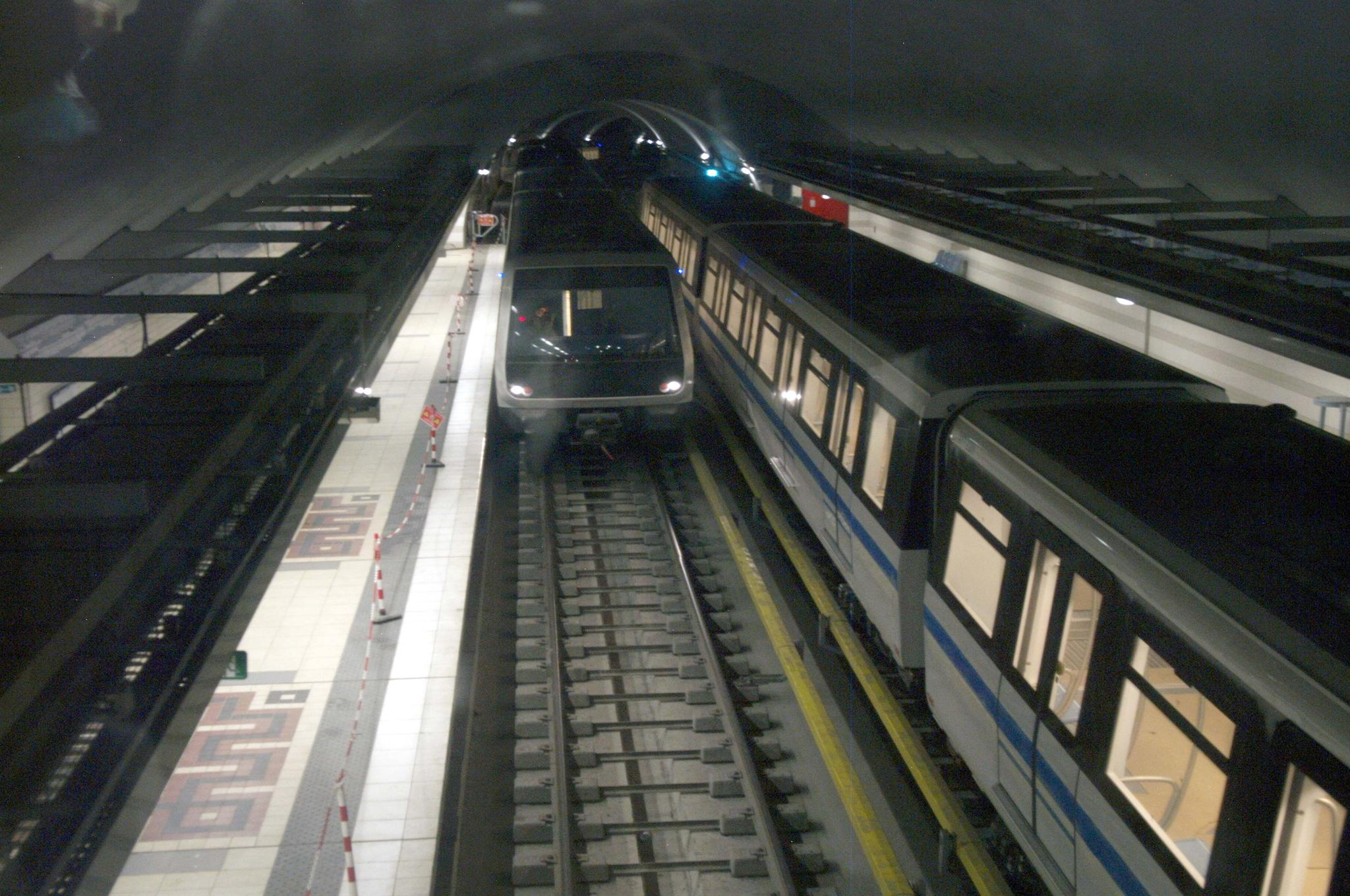
Rames du métro d'Alger

L'ouverture du métro d'Alger le 31 octobre 2011, reliant la Tafourah - Grande Poste à Haï El Badr d'une longueur de 9 km et desservant 10 stations, fait d'Alger, la première ville du Maghreb à être équipée d'un métro souterrain. Son exploitation est assurée par RATP El Djazaïr filiale de la Régie autonome des transports parisiens (RATP) pour un contrat de huit ans avec l’Entreprise du métro d’Alger.
Les travaux d’extensions de la ligne 1 du métro d'Alger ont été achevés en 2015 et mis en service le 5 juillet 2015. Il s'agit de la première extension de la ligne 1 du métro d'une longueur de 4 km reliant station Hai el Badr vers El Harrach.
D'autres extensions ont été inaugurés en avril 2018, telles que la 2e extension de la ligne 1 d'une longueur de 3,7 km reliant Station Haï El Badr à Station Ain Naâdja, et la 3e extension de la ligne 1 reliant Tafourah - Grande Poste vers la Place des Martyrs d'une longueur de 1,9 km.
L'Algérie vient de lancer un autre projet phare dans le cadre du plan quinquennal 2010-2014, qui est le métro d'Oran. Un avis d'appel d'offres national et international a été lancée par  l'Entreprise du Métro d'Alger (EMA), le 12 septembre 2010 pour la désignation d'un bureau d'études pour la réalisation du métro d'Oran. Un bureau d'études espagnol, en l'occurrence SENER, a été retenu le 8 juillet 2012 pour la réalisation du métro d'Oran. Le tracé  de la ligne partira de Haï Bouamama jusqu’au pôle universitaire de Belgaïd soit d'une longueur de 17 km et desservira 20 stations.

### Tramway

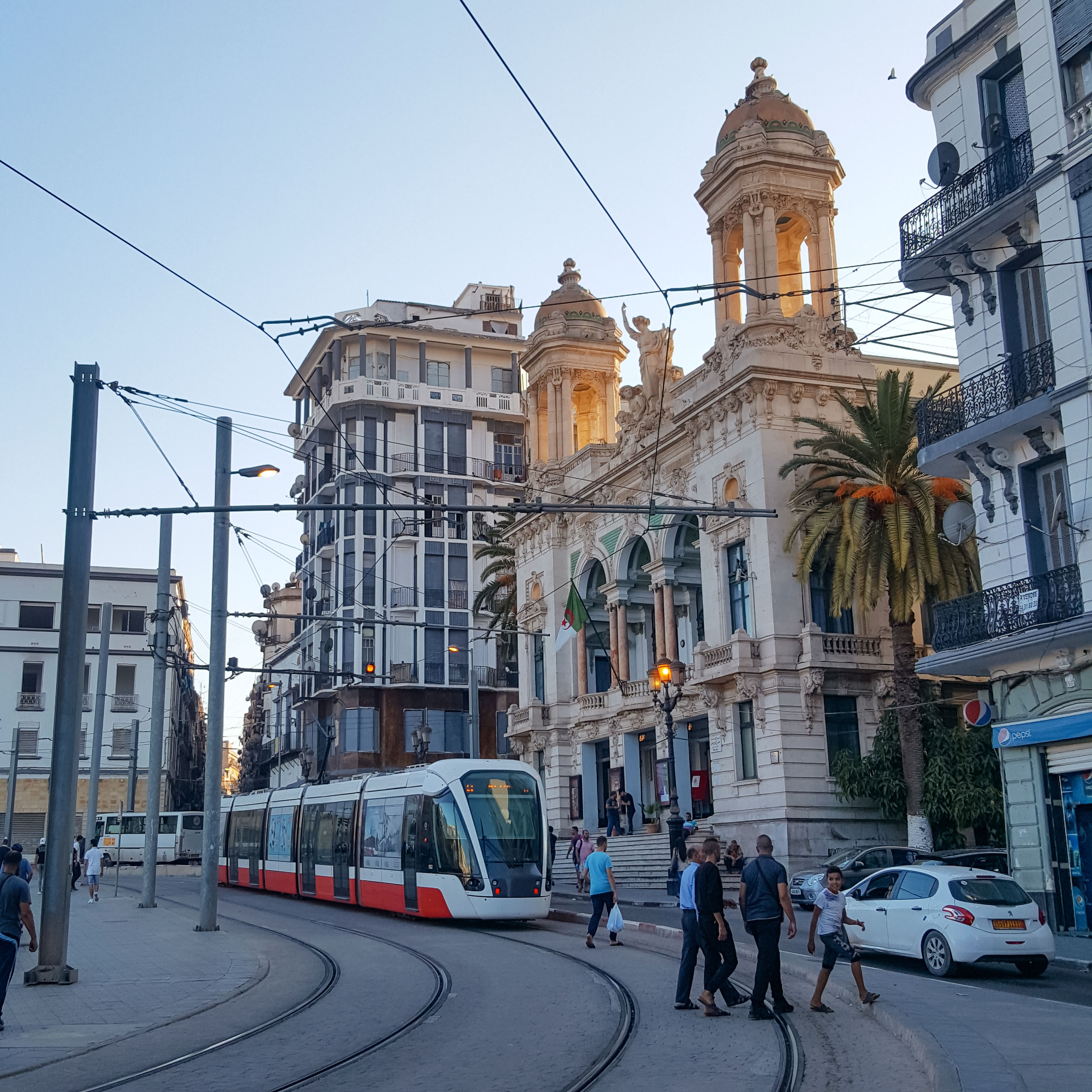
Rame du Tramway d'Oran.

Les projets de réalisation de Tramways dans les grandes villes, ont été retenus dans le cadre d'un plan quinquennal (2010-2014)  relatif  au  développement et la modernisation du transport urbain ou interurbain – Les premiers travaux ont été lancés à partir du Mois de Février 2007  à Alger .
Ø Tramway d’Alger :
·        Mise en service : 08/11/2011
·        Longueur : 23.7 km -  Extension  à atteindre un tracé de  67  km
Ø  Tramway d’Oran :
·        Mise en service : 2 mai 2013
·        Longueur : 18.7  km -  Extension  prévue à atteindre un tracé de  48  km
Ø  Tramway de Constantine
·        Mise en service : 4 juillet 2013
·        Longueur : 18.6 km -  Extension  prévue à atteindre un tracé de  27  km
Ø Tramway de Sidi Bel-Abbés :
·        Mise en service : 26 juillet 2017
·        Longueur : 13.7 km -  Extension  prévue à atteindre un tracé de  21  km
Ø Tramway d’Ouargla :
·        Mise en service : 01/03/2018
·      Longueur : 10 km -  Extension  prévue à atteindre un tracé de 17  km
Ø  Tramway de Sétif :
·        Mise en service : 8 mai 2018
·        Longueur : 22.4 km -  Extension  prévue à atteindre un tracé de 28  km
Ø Tramway de Mostaganem :
·        Mise en service : 18 février 2023
·        Longueur : 14.2 km -  Extension  prévue à atteindre un tracé de: 23 km

-       D’autres projets ont été lancés en 2016 mais ils furent gelés et retardés  pour des raisons techniques et financières en ce qui concerne  la ville de  Batna (Absence de subvention du projet ) et à  Annaba , il y’a lieu de mettre en évidence la  Mésentente sur le tracé de la ligne dans la ville entre les services techniques et les habitants de certains quartiers  .
-       Les projets de Tramways sont prévus dans 14 autres  villes : Blida - Djelfa   -Biskra - Tébessa -El Oued  - Skikda - Tiaret - Bejaïa - Tlemcen – Béchar - Médéa - Jijel - M'Sila – Bouira . Les Etudes techniques sont déjà finalisées dans certaines des villes citées  ci-dessus.
-       Un accord de partenariat a été signé le 14 novembre 2010 par l’entreprise du métro d’Alger (EMA), l’entreprise FERROVIAL et le groupe français Alstom, visant la création d’une usine pour l'assemblage de rames au niveau du complexe Ferroviaire d’Annaba, dénommé CITAL dont les activités ont débuté au mois de juin 2011, après avoir procédé à l'assemblage et la maintenance dans le domaine ferroviaire des  systèmes de tramway d’ Alger d’Oran , de  Constantine  de  Sidi-Bel-Abbès , de Ouargla , de Sétif , de Mostaganem , ajouté à la maintenance  des trains de la grande ligne CORADIA ALGERIE .

## Transport aérien

### Aéroports

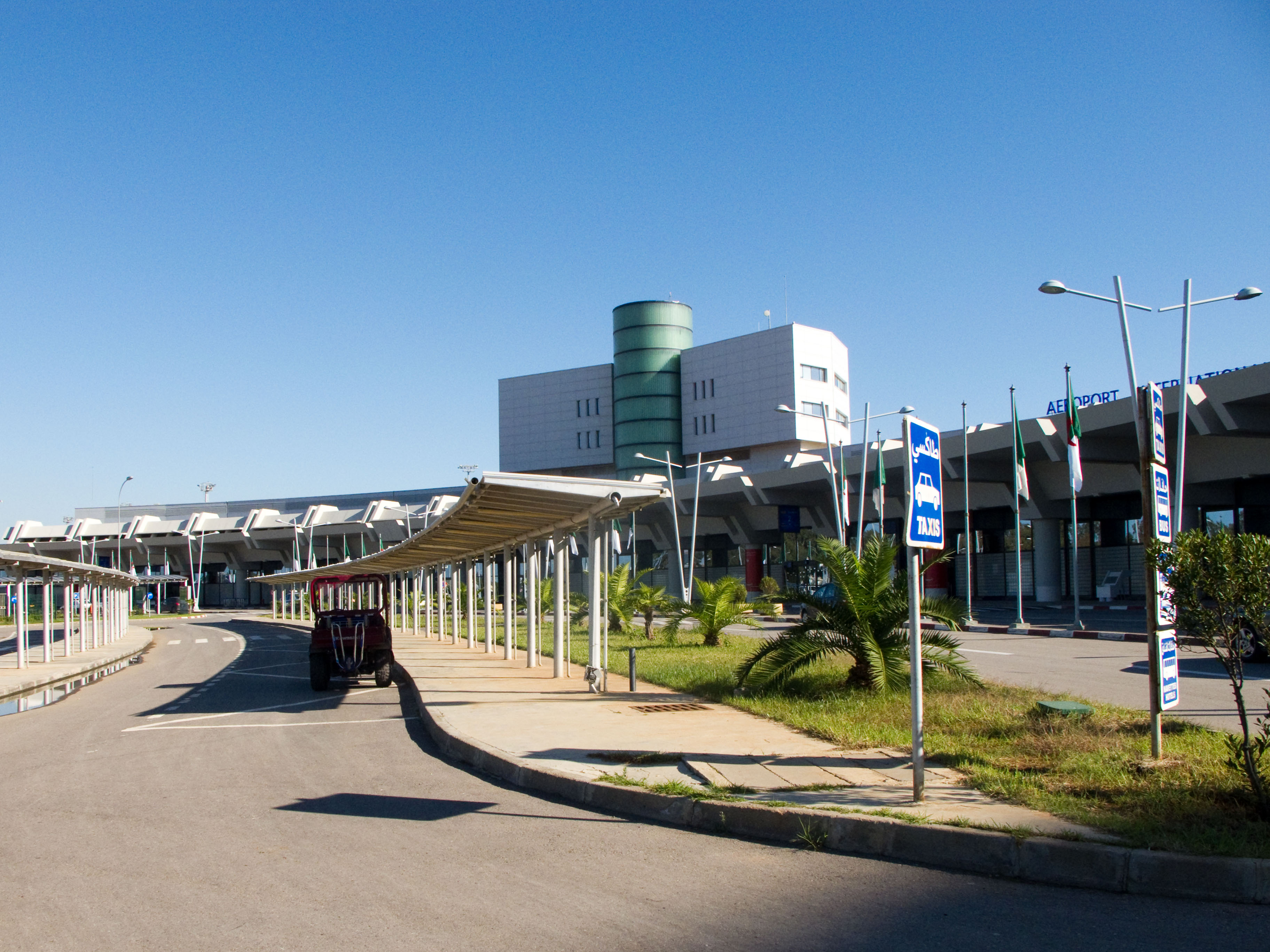
Aéroport d'Alger - Houari Boumédiène, Alger.

L'Algérie compte 35 aéroports, dont 13 internationaux qui sont tous gérés par l'Établissement de gestion de services aéroportuaires. Le plus important est l'Aéroport d'Alger avec une capacité, depuis 2019, de 22 millions de passagers par an.

## Aérodromes
| Wilaya              | Code Wilaya | Nom de l'aérodrome                                     | Commune de l'aérodrome | Code IATA | Code OACI | Alt. en m | Nb de pistes |
| ------------------- | ----------- | ------------------------------------------------------ | ---------------------- | --------- | --------- | --------- | ------------ |
| Alger               | 16          | Aéroport d'Alger - Houari Boumédiène                   | Dar El Beïda           | ALG       | DAAG      | 25        | 2            |
| Annaba              | 23          | Aéroport d'Annaba - Rabah-Bitat                        | Annaba                 | AAE       | DABB      | 5         | 2            |
| Batna               | 05          | Aéroport de Batna - Mostepha Ben Boulaid               | Batna                  | BLJ       | DABT      | 823       | 1            |
| Béjaïa              | 06          | Aéroport de Béjaïa - Soummam - Abane Ramdane           | Béjaïa                 | BJA       | DAAE      | 6         | 1            |
| Béchar              | 08          | Aéroport de Béchar - Boudghene Ben Ali Lotfi           | Béchar                 | CBH       | DAOR      | 811       | 2            |
| Bordj Badji Mokhtar | 50          | Aéroport de Bordj Mokhtar                              | Bordj Badji Mokhtar    | BMW       | DATM      | 397       | 1            |
| Biskra              | 07          | Aéroport de Biskra - Mohamed Khider                    | Biskra                 | BSK       | DAUB      | 88        | 1            |
| Chlef               | 02          | Aéroport de Chlef                                      | Chlef                  | QAS       | DAOI      | 153       | 2            |
| Constantine         | 25          | Aéroport de Constantine - Mohamed Boudiaf              | Constantine            | CZL       | DABC      | 706       | 2            |
| Djelfa              | 17          | Aéroport de Djelfa- Tsletsi (en)                       | Djelfa                 | QDJ       | DAFI      | 1178      | 2            |
| Djanet              | 56          | Aéroport de Djanet - Tiska                             | Djanet                 | DJG       | DAAJ      | 966       | 2            |
| El Bayadh           | 32          | Aéroport d'El Bayadh - Kssal                           | El Bayadh              | EBH       | DAOY      | 1366      | 1            |
| El Meniaa           | 58          | Aéroport d'El Goléa                                    | El Goléa               | ELG       | DAUE      | 398       | 2            |
| El Oued             | 39          | Aéroport d'El Oued - Guemar                            | El Oued                | ELU       | DAUO      | 62        | 2            |
| Ghardaïa            | 47          | Aéroport de Ghardaïa - Noumérat - Moufdi Zakaria       | Ghardaïa               | GHA       | DAUG      | 461       | 2            |
| Illizi              | 33          | Aéroport d'Illizi - Takhamalt                          | Illizi                 | VVZ       | DAAP      | 542       | 1            |
| Illizi              | 33          | Aéroport de Zarzaïtine - In Amenas                     | In Amenas              | IAM       | DAUZ      | 563       | 2            |
| In Guezzam          | 54          | Aéroport d'In Guezzam                                  | In Guezzam             | INF       | DATG      | 404       | 1            |
| In Salah            | 53          | Aéroport d'In Salah                                    | In Salah               | INZ       | DAUI      | 273       | 1            |
| Jijel               | 18          | Aéroport de Jijel - Ferhat Abbas                       | Taher                  | GJL       | DAAV      | 11        | 1            |
| Laghouat            | 03          | Aéroport d'Hassi R'Mel - Tilrhemt                      | Hassi R'Mel            | HRM       | DAFH      | 774       | 2            |
| Laghouat            | 03          | Aéroport de Laghouat - Moulay Ahmed Medeghri           | Laghouat               | LOO       | DAUL      | 750       | 2            |
| Mascara             | 29          | Aéroport de Ghriss                                     | Ghriss                 | MUW       | DAOV      | 514       | 1            |
| M'Sila              | 28          | Aéroport de Bou Saâda                                  | Bou Saâda              | BUJ       | DAAD      | 459       | 1            |
| Naâma               | 45          | Aéroport de Méchria                                    | Méchria                | MZW       | DAAY      | 1111      | 2            |
| Oran                | 31          | Aéroport d'Oran - Ahmed Ben Bella                      | Es Sénia               | ORN       | DAOO      | 91        | 2            |
| Ouargla             | 30          | Aéroport d'Hassi Messaoud - Oued Irara - Krim Belkacem | Hassi Messaoud         | HME       | DAUH      | 140       | 1            |
| Ouargla             | 30          | Aéroport d'Ouargla - Ain Beida                         | Ouargla                | OGX       | DAUU      | 152       | 2            |
| Sétif               | 19          | Aéroport de Sétif - 8 Mai 1945                         | Sétif                  | QSF       | DAAS      | 1015      | 1            |
| Tamanrasset         | 11          | Aéroport de Tamanrasset - Aguenar - Hadj Bey Akhamok   | Tamanrasset            | TMR       | DAAT      | 1377      | 1            |
| Tébessa             | 12          | Aéroport de Tébessa - Cheikh Larbi Tébessi             | Tébessa                | TEE       | DABS      | 811       | 2            |
| Tiaret              | 14          | Aéroport de Tiaret - Abdelhafid Boussouf Bou Chekif    | Tiaret                 | TID       | DAOB      | 989       | 1            |
| Timimoun            | 49          | Aéroport de Timimoun                                   | Timimoun               | TMX       | DAUT      | 313       | 1            |
| Tindouf             | 37          | Aéroport de Tindouf                                    | Tindouf                | TIN       | DAOF      | 443       | 2            |
| Tlemcen             | 13          | Aéroport de Tlemcen - Zenata - Messali El Hadj         | Tlemcen                | TLM       | DAON      | 248       | 1            |
| Touggourt           | 55          | Aéroport de Touggourt - Sidi Mahdi                     | Touggourt              | TGR       | DAUK      | 85        | 1            |

### Compagnies aériennes

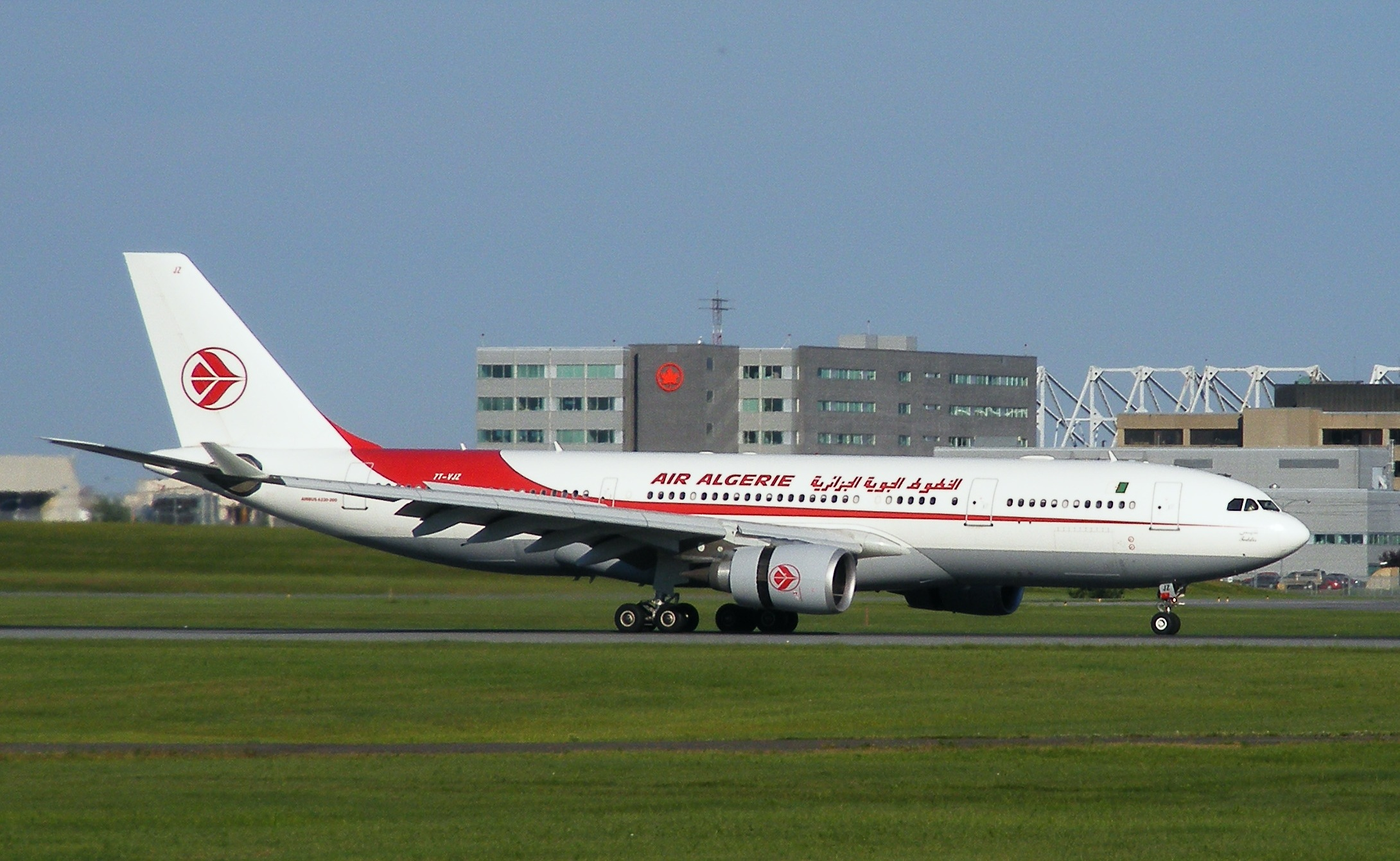
Avion Airbus A330 de la compagnie Air Algérie.

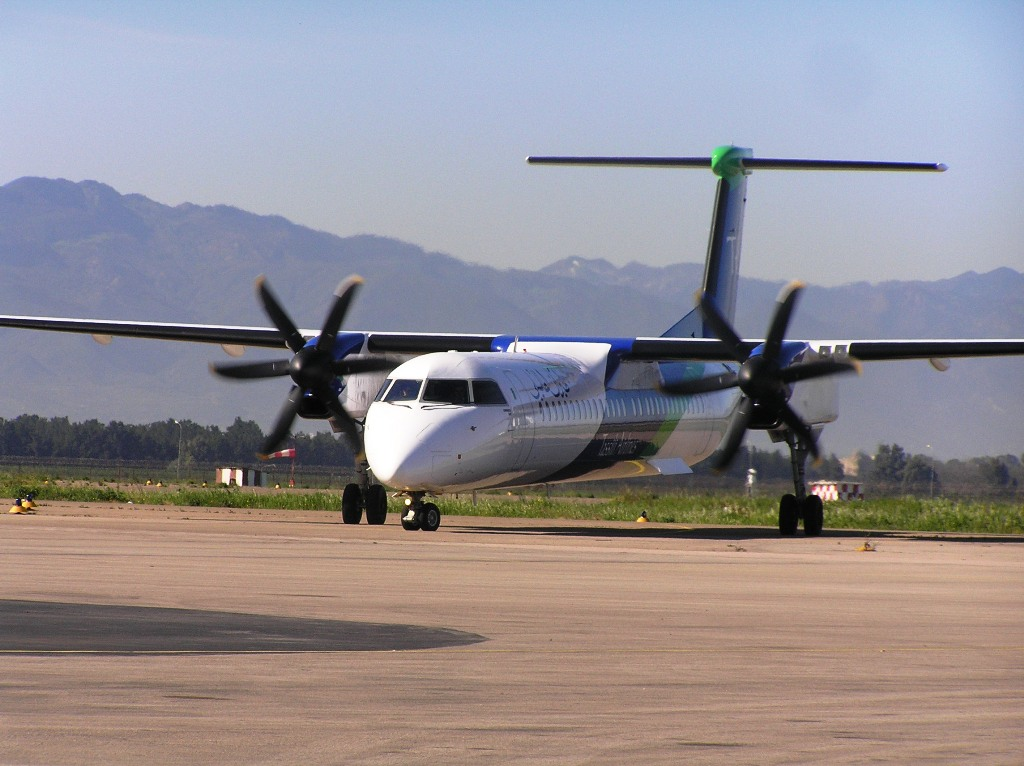
Avion Dash8-Q400 de la compagnie Tassili Airlines.

La compagnie aérienne nationale Air Algérie domine quant à elle le marché du transport aérien qui compte depuis son ouverture à la concurrence Huit (08) autres compagnies privées. Elle s'occupe de plusieurs lignes vers l'Europe, l'Afrique, le Canada, la Chine, le Moyen-Orient. Plusieurs compagnies aériennes  étrangères ont des vols vers l'Algérie (Tunisair, Royal Air Maroc, Air France, Alitalia, ASL Airlines France, Vueling, Lufthansa, Turkish Airlines, British Airways, etc.).
Depuis octobre 2011, le ministère des transports a autorisé la compagnie aérienne algérienne Tassili Airlines filiale de la compagnie pétrolière Sonatrach à effectuer des vols grand public, en plus de ces vols réguliers domestiques et le transport des ouvriers vers les gisements de pétrole et de gaz du Sahara algérien.

## Transport maritime
La Compagnie nationale algérienne de navigation (CNAN) et Algérie Ferries sont des acteurs du transport maritime en Algérie. Plusieurs ferries font la liaison des passagers vers les côtes européennes ainsi que le transport de marchandises à travers le monde.

### Le trafic maritime de marchandises
La quasi-totalité du commerce international est réalisé par la voie maritime, via onze ports de commerce : Alger, Oran, Annaba, Skikda, Arzew/Bethioua, Béjaïa, Mostaganem, Ghazaouet, Jijel, Ténès et Dellys. À l'exception des terminaux gaziers et pétroliers, il y eut très peu de travaux d'aménagements des infrastructures portuaires. Il n'y a pas de transport maritime en cabotage, ni pour les marchandises - à l'exception du gaz - ni pour les passagers, malgré quelques tentatives de courtes durées et des projets inachevés.
La CNAN est créée en 1964, qui se voit attribuer le monopole du transport maritime de marchandises, passagers et hydrocarbures, ainsi que le remorquage, la manutention portuaire et les activités annexes au transport maritime : consignation maritime, avitaillement de navires, etc.. À cette époque les ports sont gérés par un organisme d'État unique : l'Office National des Ports (ONP). Au milieu des années 1980, la CNAN est divisée en trois compagnies : la SNTM/CNAN chargée du transport des marchandises, l'ENTMV  chargée du transport maritime de passagers qui prendra plus tard le label d'Algérie Ferries et la SNTM/HYPROC qui est chargée du transport maritime des hydrocarbures et produits chimiques.
Le remorquage est attribué aux ports, la manutention et l'accostage portuaire de tous les ports sont dévolus à la Société nationale de manutention (SONAMA). Les ports deviennent des Sociétés par actions (SPA) autonomes, qui prendront aussi en charge la manutention et le remorquage. La Consignation maritime est dévolue quant à elle, à l'Entreprise nationale de consignation et d'activités annexes au transport maritime (ENCAATM), qui prendra plus tard le nom de Générale Maritime (GEMA) et qui gardera le monopole de son activité jusqu'en 1997. La Société nationale de transit et de magasinage (SONATMAG) dont l'activité est clairement définie dans son appellation prendra plus tard le nom de la Maghrébine de transport et auxiliaire (MTA).

### Transport maritime des voyageurs
Les pouvoirs publics avait la main-mise sur le transport maritime de voyageurs entre l'Algérie et la France par le biais de l'entreprise publique Algérie Ferries. Cependant, à la suite du boom migratoire des années 2000, ses capacités se sont révélées insuffisantes et les autorités publiques ont dû ouvrir leur ports à des concurrents.
La flotte de la compagnie Algérie Ferries compte trois ferries récents : El Djazaïr II, Tariq Ibn Ziyad, Tassili II et Elyros, et les ports desservis par la compagnie sont: Alger, Oran, Mostaganem, Béjaïa, Skikda, Annaba en Algérie Marseille en France, Alicante, Valence et Barcelone en Espagne et Gênes en Italie. L'Algérie va acquérir trois navires en 2014 afin d'augmenter sa part sur le marché international.

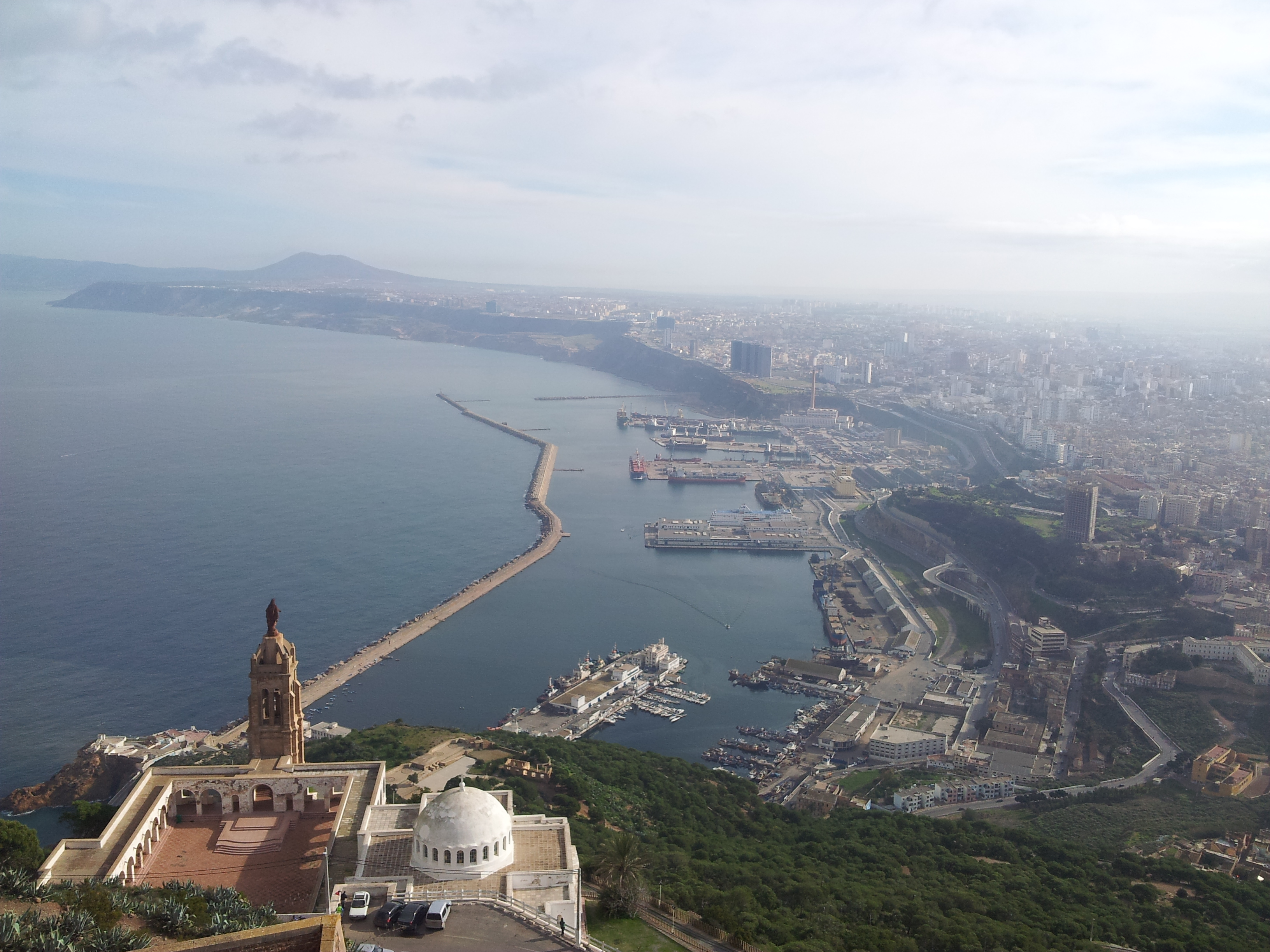
Vue générale du port d'Oran.
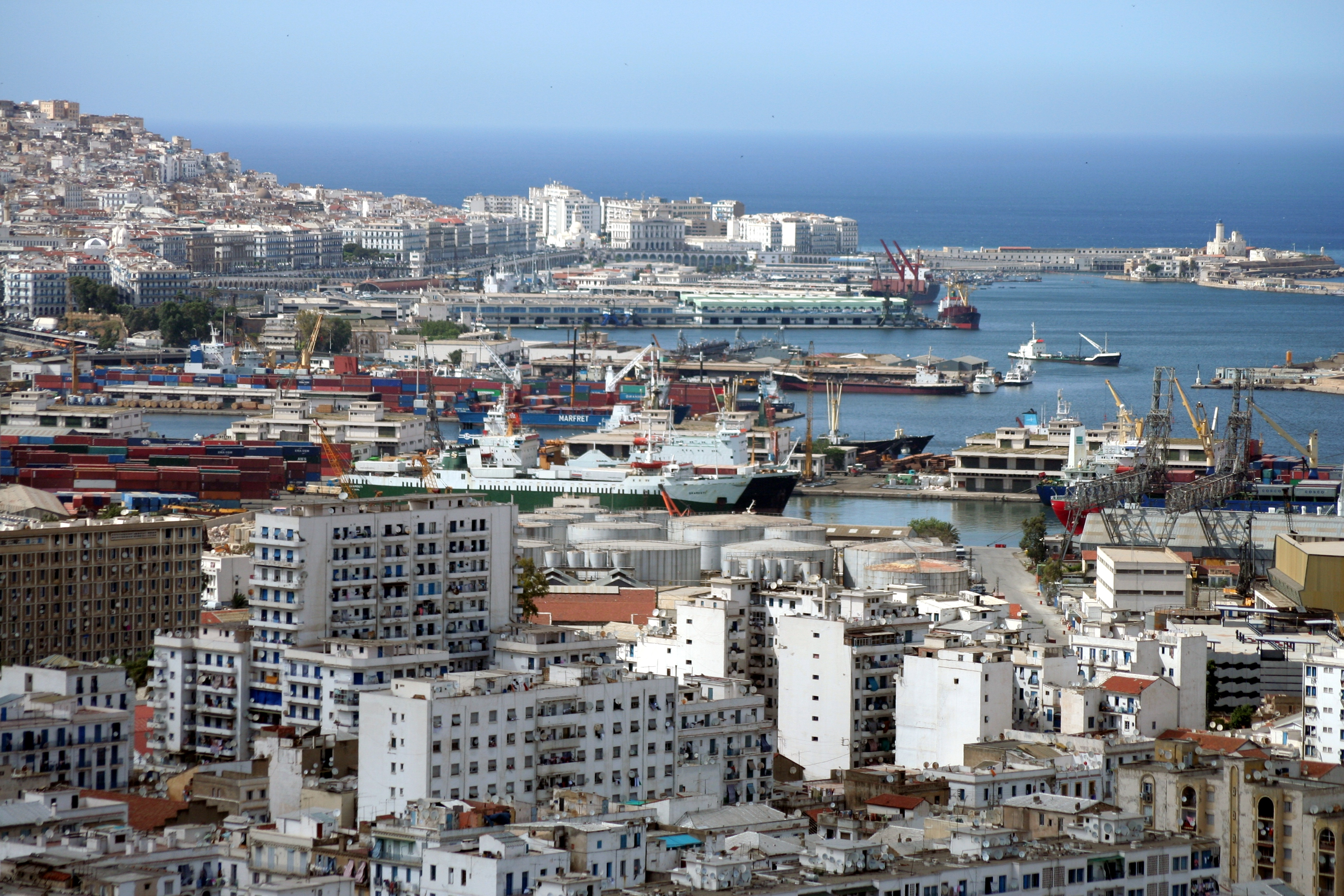
Vue du quartier de Belcourt sur le port d'Alger.
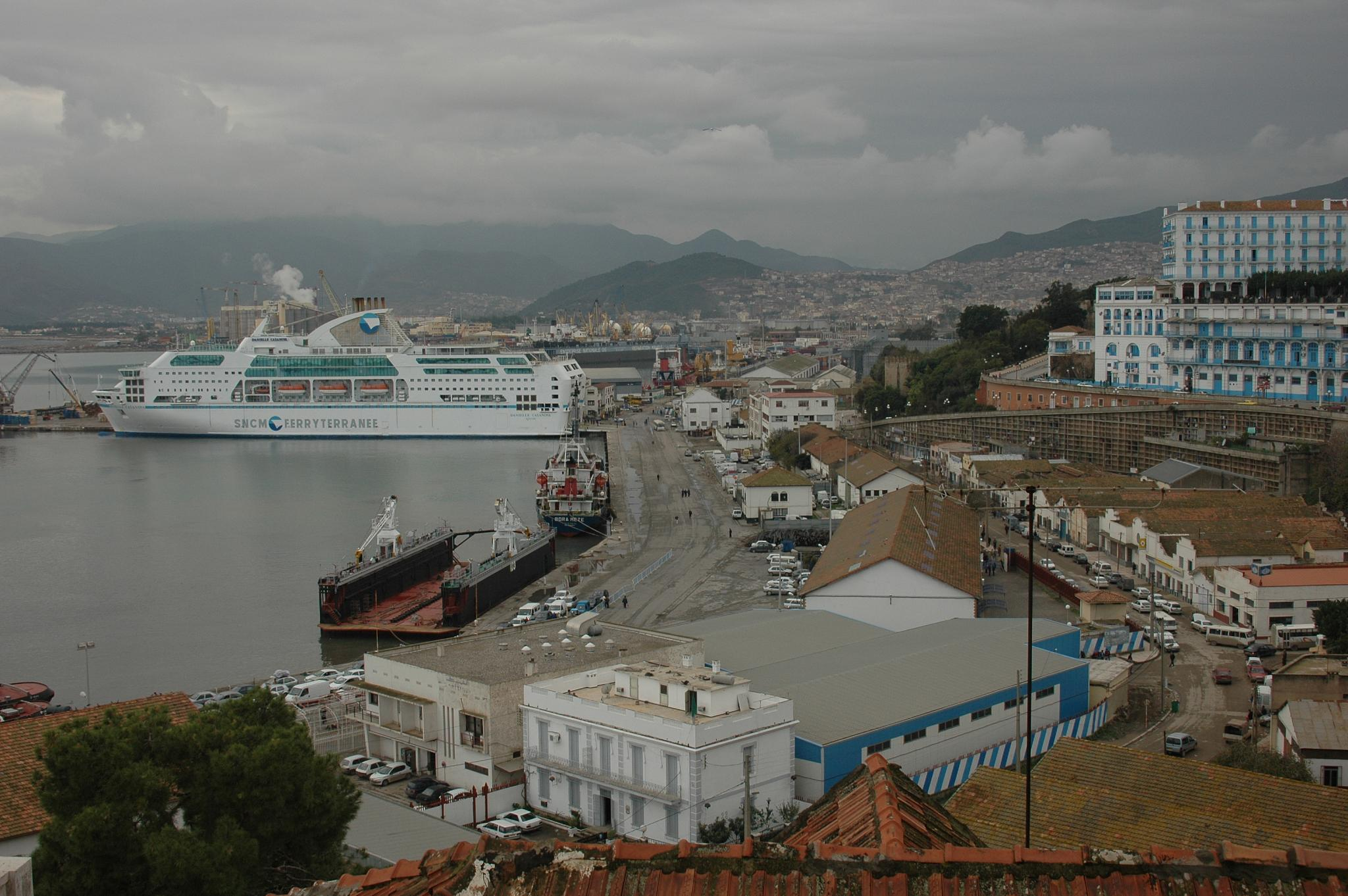
Vue sur le port de Béjaïa.
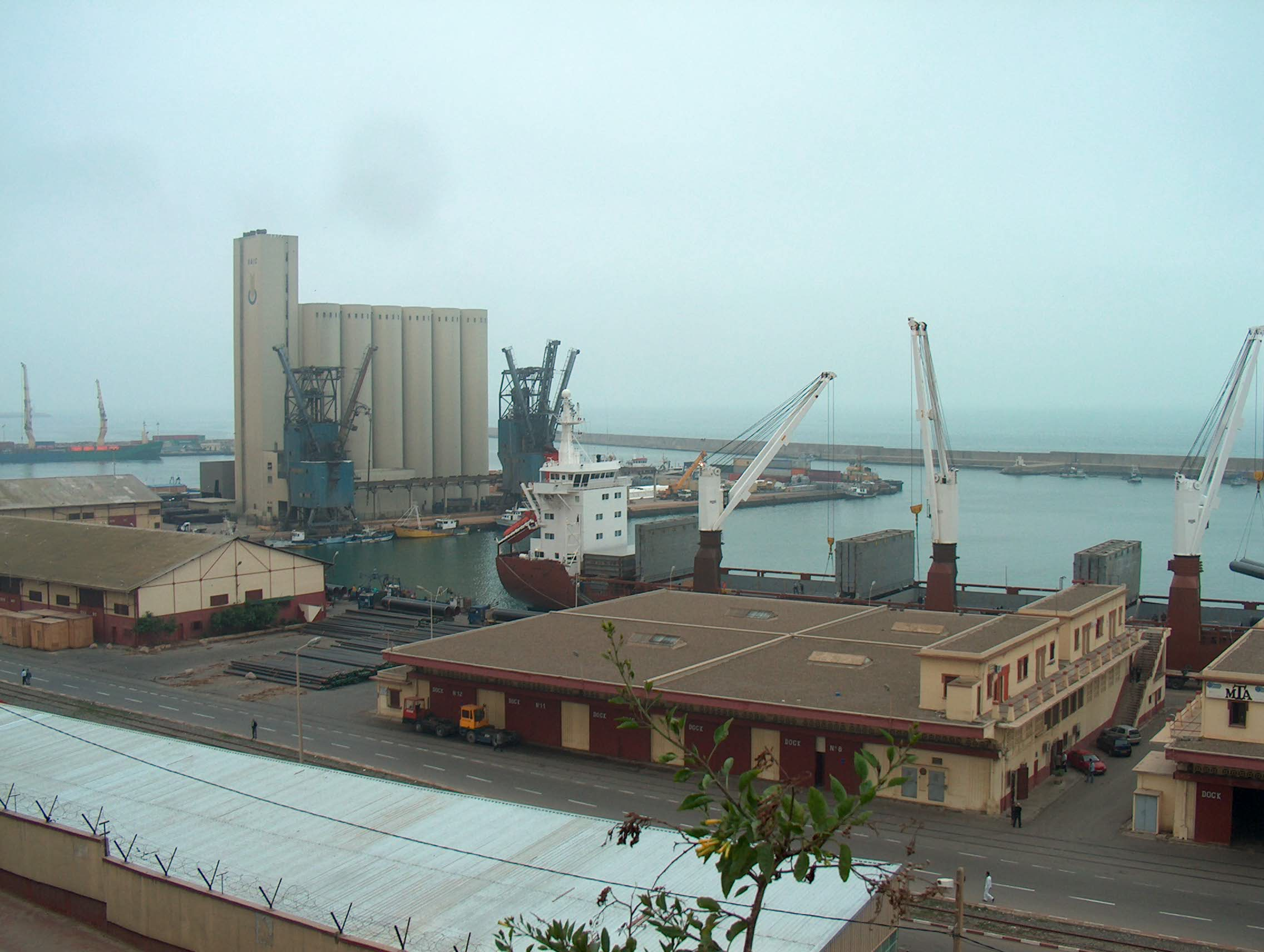
Le port de Mostaganem.
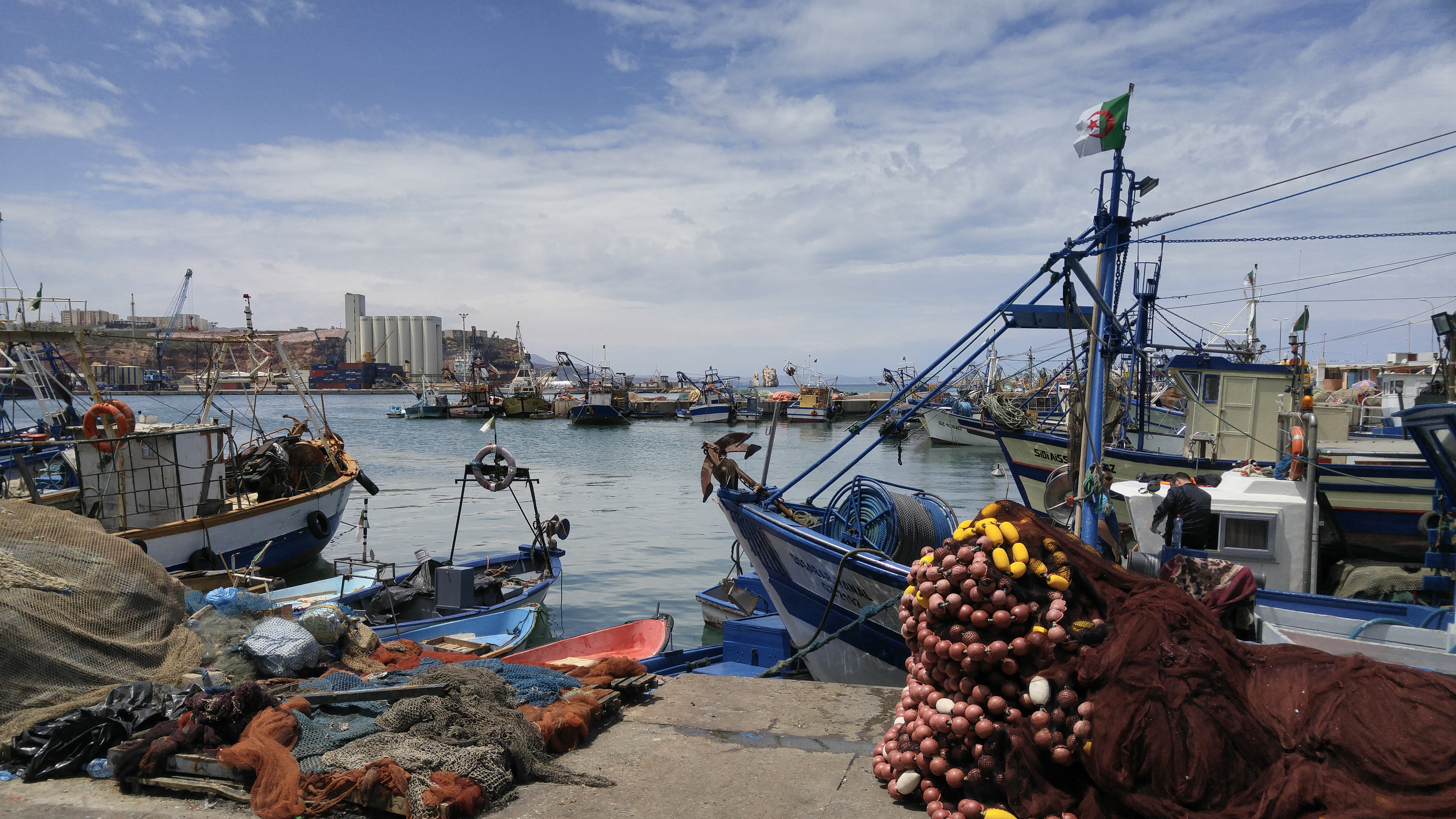
Les bateaux de pêche du port de Ghazaouet.

## Transport par câble

### Téléphériques
L'Algérie a accordé un intérêt particulier au transport par câble vu que c’est un mode de transport écologique, sécurisé et touristique. Elle possède deux systèmes de transport par câble, la télécabine et le téléphérique à Alger, Constantine, Skikda, Annaba, Tlemcen, Blida, Oran et Tizi Ouzou. Certains téléphériques et télécabines ont fait l’objet d’une rénovation technologique comme les téléphériques d'Alger à El Madania, le Mémorial du martyr, celui de Bologhine et la Télécabine de Constantine.
L’Algérie sera doté, au fil des années à venir, d’un programme de projets neufs, de modernisation et de maintenance de tous les téléphériques du pays. En effet, beaucoup d'ouvrages viendront renforcer le moyen de transport en commun par câble du pays.

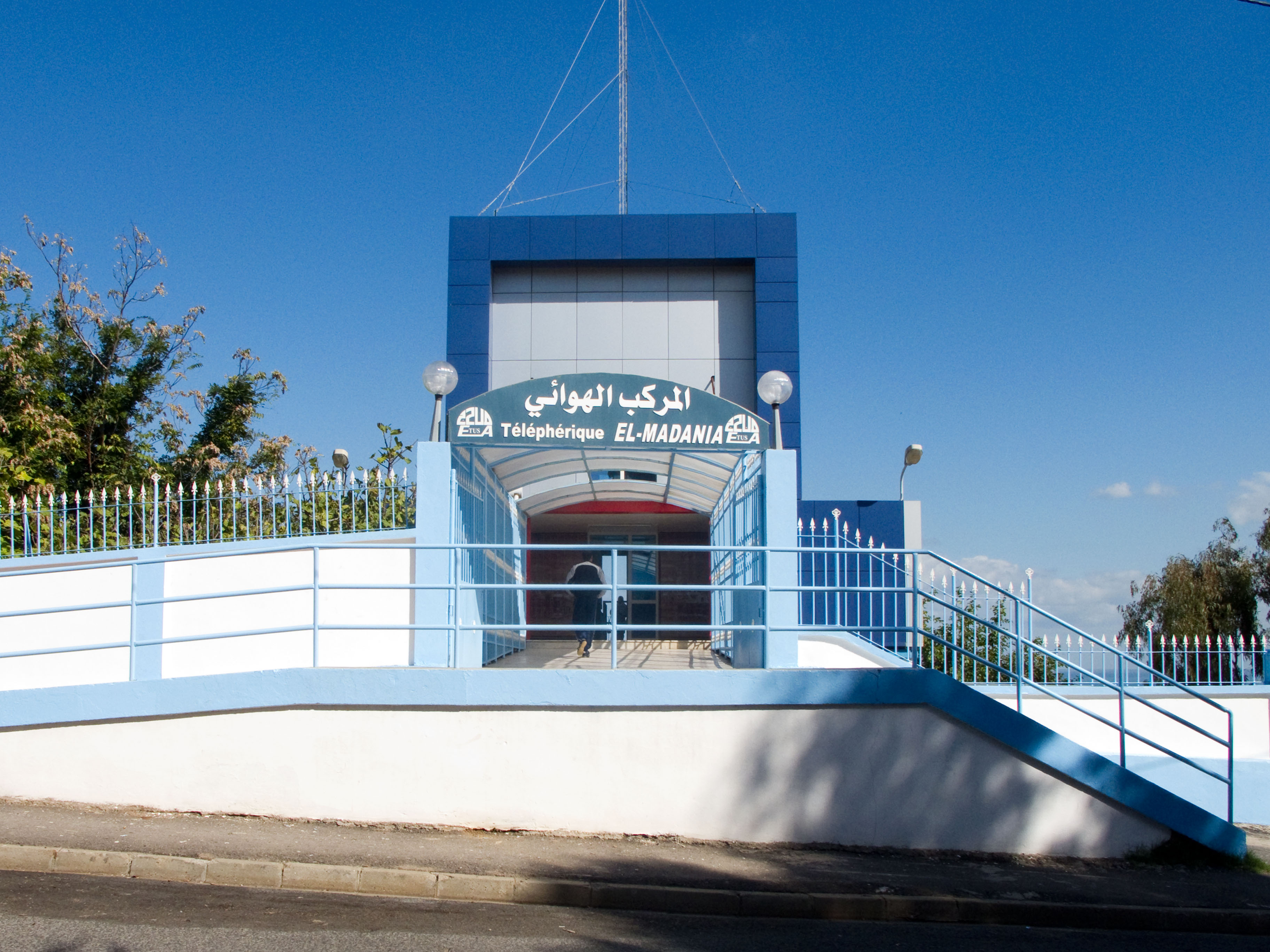
Station du Téléphérique d'El Madania à Alger.
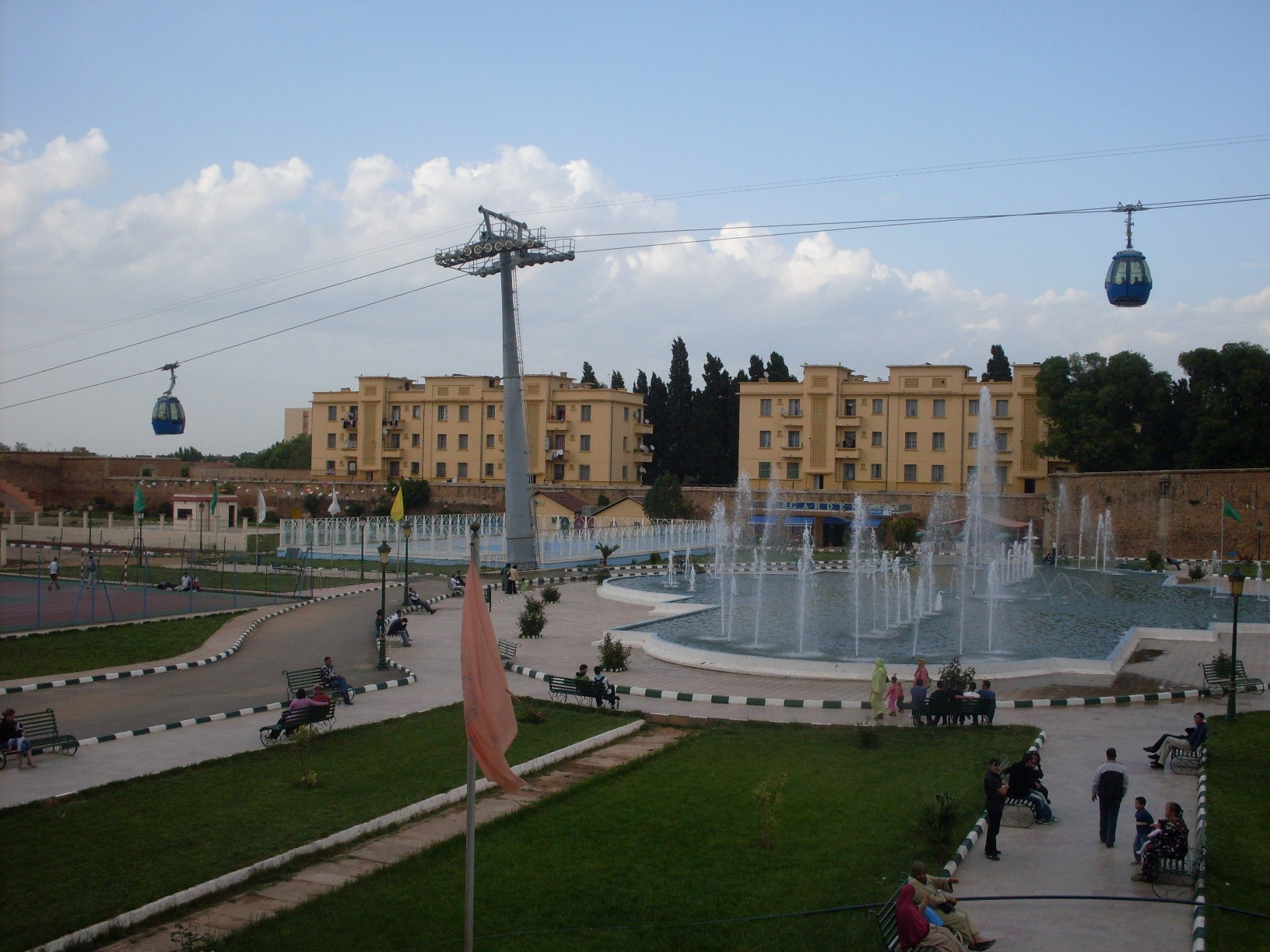
Station Grand Bassin du Télécabine de Tlemcen.
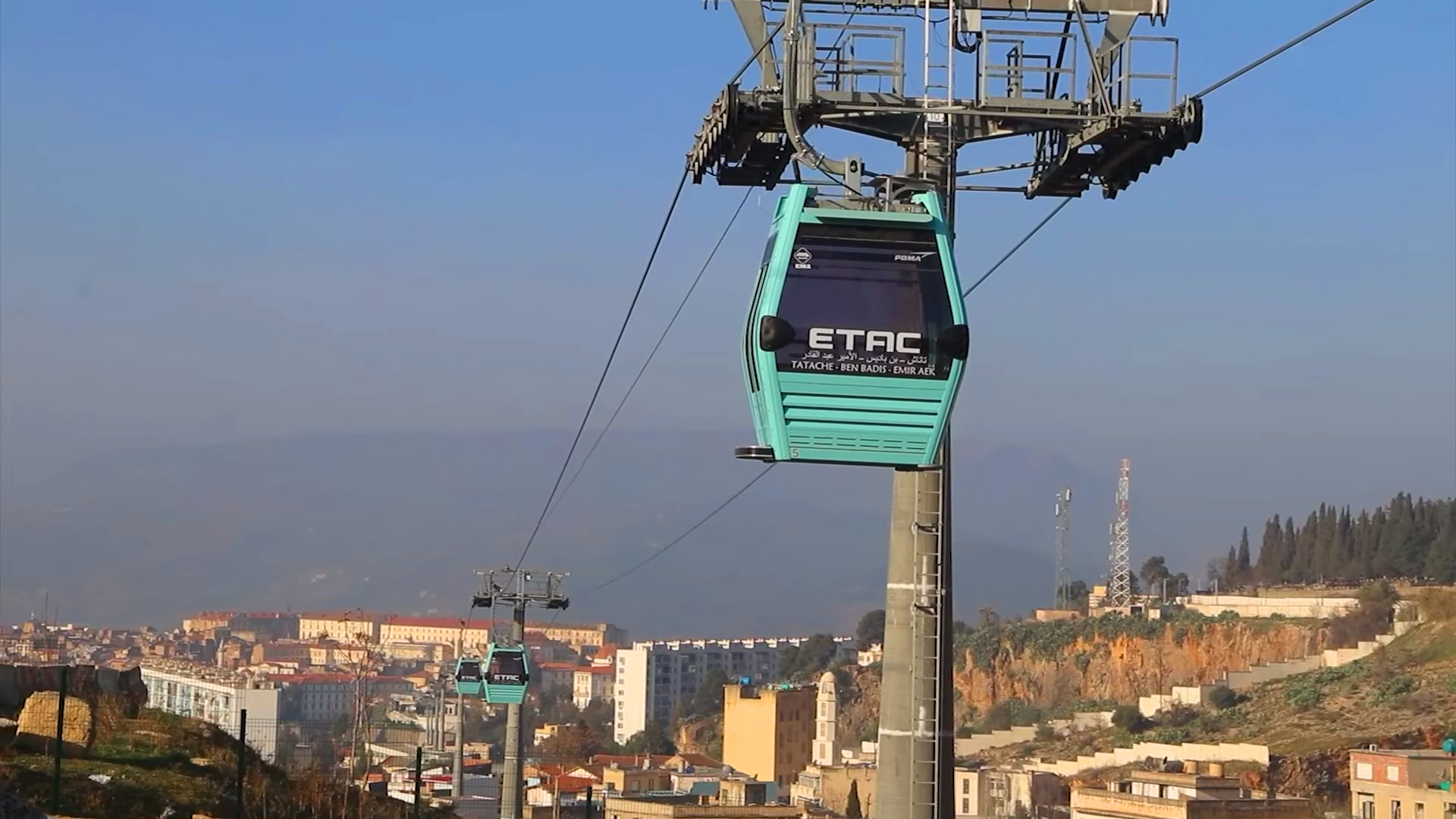
Télécabine de Constantine.
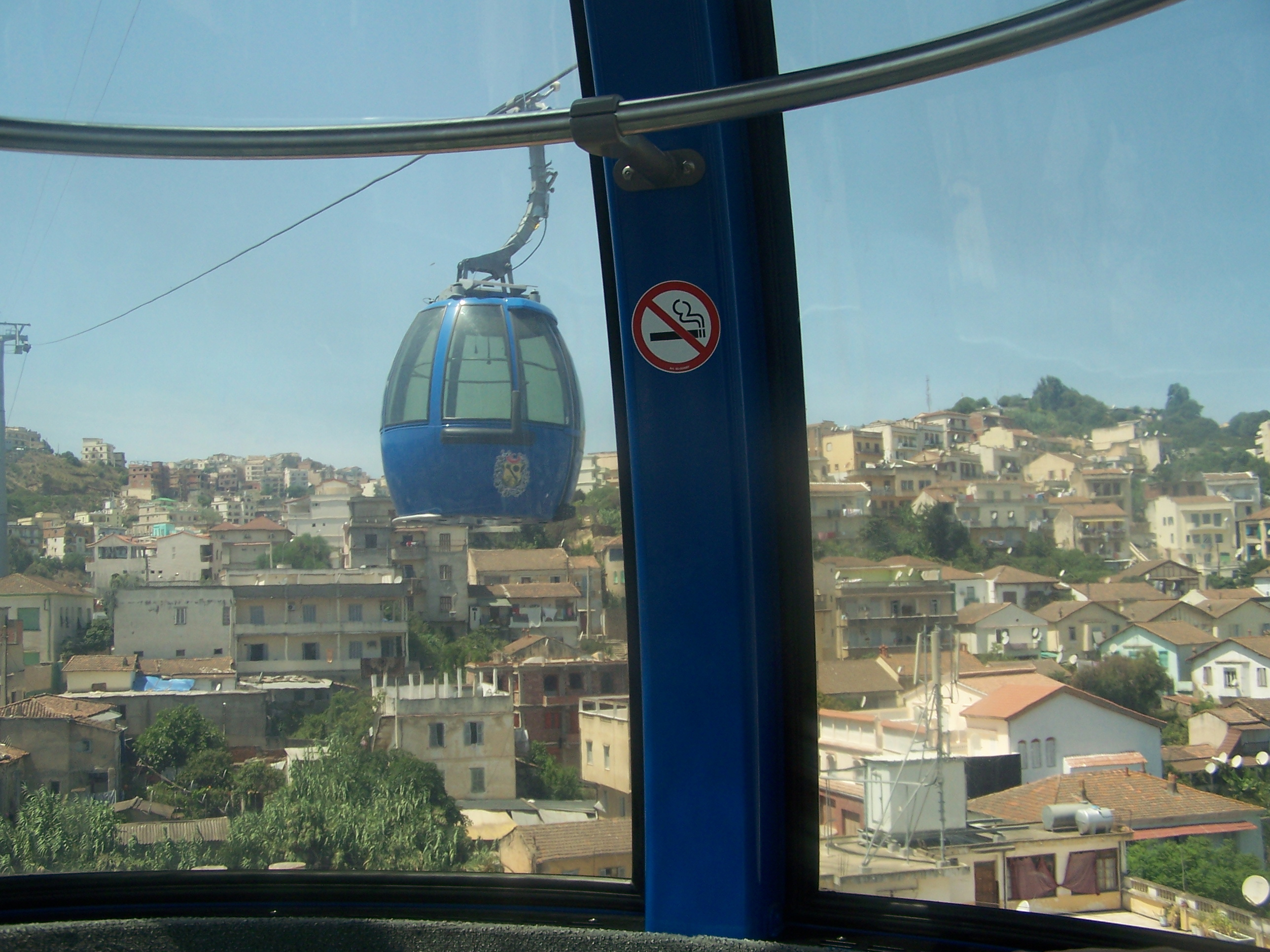
Une cabine du téléphérique de Skikda.
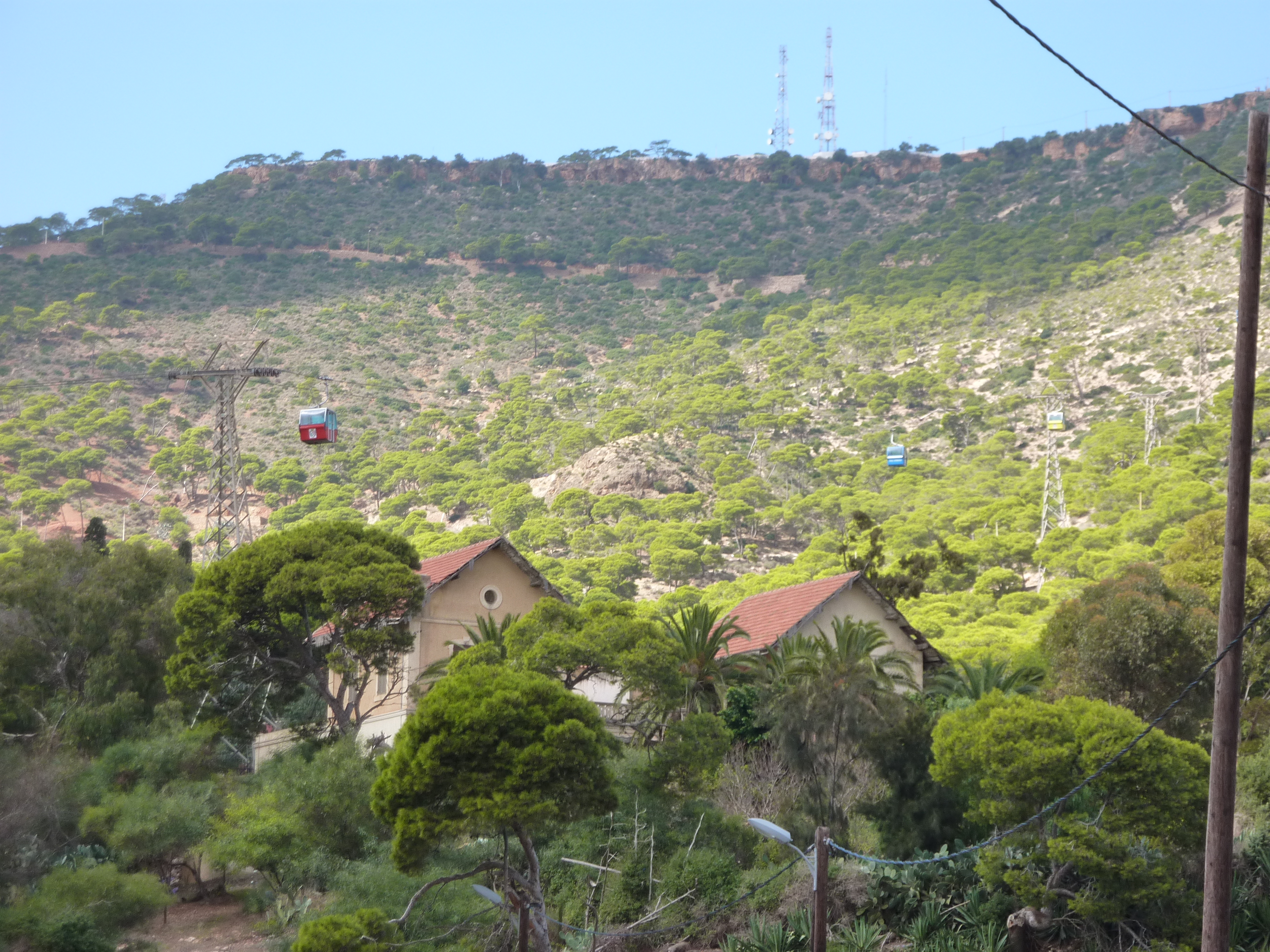
Téléphérique d'Oran.